# Андедзено
Андедзѐно (на италиански: Andezeno; на пиемонтски: Andzen, Андъдзен) е село и община в Метрополен град Торино, регион Пиемонт, Северна Италия. Разположено е на 306 надморска височина. Към 1 януари 2020 г. населението на общината е 2058 души, от които 181 са чужди граждани.

## Култура

### Религиозни центрове
- Енорийска католическа църква „Св. мъченик Георги“ (Chiesa di San Giorgio Martire), 11 век – 1605 г.[3]